# Equitable Building (Nueva York)
El Equitable Building es un edificio de oficinas de 38 pisos, situado en el 120 de Broadway, en el Distrito Financiero de Lower Manhattan, en la ciudad de Nueva York (Estados Unidos).
Fue diseñado por Ernest R. Graham y terminado en 1915. En su momento este rascacielos fue todo un logro de la ingeniería. La controversia en torno a su construcción contribuyó a la adopción de las restricciones de zonificación en las estructuras verticales de Manhattan. Aunque actualmente se ha empequeñecido por los edificios más altos de los alrededores, todavía conserva una identidad distintiva en el Lower Broadway. Fue designado Hito Histórico Nacional en 1978. El antiguo edificio que existió en el mismo solar en el que se encuentra, el Equitable Life Building, fue el primer edificio con ascensores y es considerado como el primer rascacielos del mundo.

## Descripción
El edificio es de estilo neoclásico, su altura es de 164 metros y ocupa una superficie total de 176 000 m², dando un índice de edificabilidad de 30. A su finalización, el edificio fue el más grande, en cuanto a superficie total, del mundo. Se eleva como una sola torre, semejando ser dos torres idénticas separadas, una junto a la otra, y conectadas por un ala de la altura total del edificio, de tal forma que visto desde arriba tiene forma de "H". Una característica notable de la construcción según los estándares modernos es que no tiene retranqueo, lo cual resalta su masa en todas sus plantas.

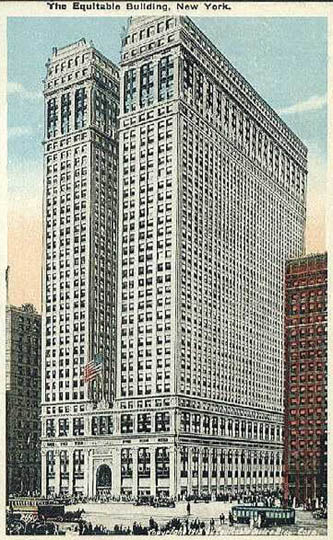
El Equitable Building en una postal datada de antes de 1919.

El edificio tiene un vestíbulo de entrada a través de bloques con piso de mármol rosa, paredes de mármol color arena y un techo abovedado, todos artesonados. Tiene aproximadamente unas 5000 ventanas, y llegó a albergar el exclusivo Club de Banqueros en sus tres plantas más altas. El mármol blanco del edificio es de Yule, extraído de Marble, Colorado, el cual es también utilizado en la base de la Tumba de los desconocidos y del Monumento a Lincoln.
El edificio ocupa toda la manzana, y colinda con Broadway hacia el oeste, Cedar Street al norte, Nassau Street hacia el este y Pine Street hacia el sur.

## Historia
El edificio fue construido como sede de The Equitable Life Assurance Society of the United States. El lugar había sido destinado en 1906 para una torre de 62 pisos diseñada por Daniel H. Burnham, pero el proyecto se pospuso. La anterior sede de la Equitable (Equitable Life Building), que era considerada como el primer rascacielos del mundo, fue destruida por un incendio en 1912. Con su demolición, se eligió este mismo solar para la ubicación de la nueva sede. Inicialmente, el edificio estaba destinado a ser de 40 pisos de altura, pero se redujo en cuatro plantas con el asesoramiento del ingeniero consultor Charles Knox, que determinó que una altura más baja sería más óptima para los ascensores.
Los opositores de los edificios se sintieron ultrajados por el volumen sin precedentes de la construcción, que condenó 28.000 m² a sufrir sombra perpetua en las calles adyacentes. De este modo, el Equitable Building arrojó a la sombra permanente al Singer Building hasta su piso 27, al City Investing Building hasta su piso 24 y tapó por completo la luz del sol por lo menos a otros tres edificios de menos de 21 plantas. Muchos neoyorquinos opinaron que ese tipo de construcción de edificios convertía a Manhattan en un laberinto de oscuras y desagradables calles. En respuesta, la ciudad adoptó la Ley de Zonificación de 1916, que limitaba la altura y establecía los retranqueos necesarios para los nuevos edificios, y así permitir la penetración de la luz solar a nivel de la calle. Como consecuencia de las nuevas restricciones, siguió siendo el mayor edificio de oficinas por superficie del mundo, hasta la construcción del Merchandise Mart de Chicago en 1930.
El esfuerzo por imponer restricciones sobre el uso de la tierra en Nueva York llevó a crear el Acta Habilitadora de Zonificación Estándar Estatal (The Standard State Zoning Enabling Act), una pieza clave de la legislación en la historia de la zonificación. El acta se convirtió en la guía de zonificación para el resto del país, y fue aceptada casi sin cambios por la mayoría de los estados.
En marzo de 1942, un proyectil de siete pulgadas golpeó el piso 37 del edificio, pero causó pocos daños y no hubo heridos. El proyectil fue uno de los ocho descargados de una batería antiaérea cerca del East River por error. Los otros siete cayeron sin causar daños en el río.

## Actualmente
El Equitable Building es propiedad de Silverstein Properties, Inc., y alberga las oficinas de la New York State Attorney General, Spear, Leeds & Kellogg, Incisive Media, ALM, Lester Schwab Katz y Dwyer, Flycell, Towe Group Companies, y otras. Después de comprar el edificio en 1980, Larry Silverstein tuvo que reformar y restaurar el edificio, lo que ascendió a 30 millones de dólares. La renovación se completó en 1990.
El tramo inferior de Broadway, donde se asienta el edificio, se ha convertido en la ruta tradicional de los desfiles en Manhattan. La ruta más allá del edificio es conocida coloquialmente como el Cañón de los Héroes (Canyon of Heroes), en parte debido a la enorme verticalidad del edificio y otros a su alrededor.